# Guézakh
Guézakh (en rus: Гезах) és un poble de la república de Txetxènia, a Rússia, segons el cens del 2010 tenia 9 habitants.